# Berlin-Schönholz
Schönholz ist eine Ortslage im Westen des Berliner Ortsteils Niederschönhausen im Bezirk Pankow.

## Lage
Üblicherweise wird das Niederschönhauser Gebiet westlich der Friesenstraße und der Homeyerstraße als Schönholz bezeichnet. In Schönholz liegen der Volkspark Schönholzer Heide mit dem Sowjetischen Ehrenmal Schönholz, die Schießanlage Schönholz sowie die Friedhöfe Pankow III und Pankow V.

## Geschichte

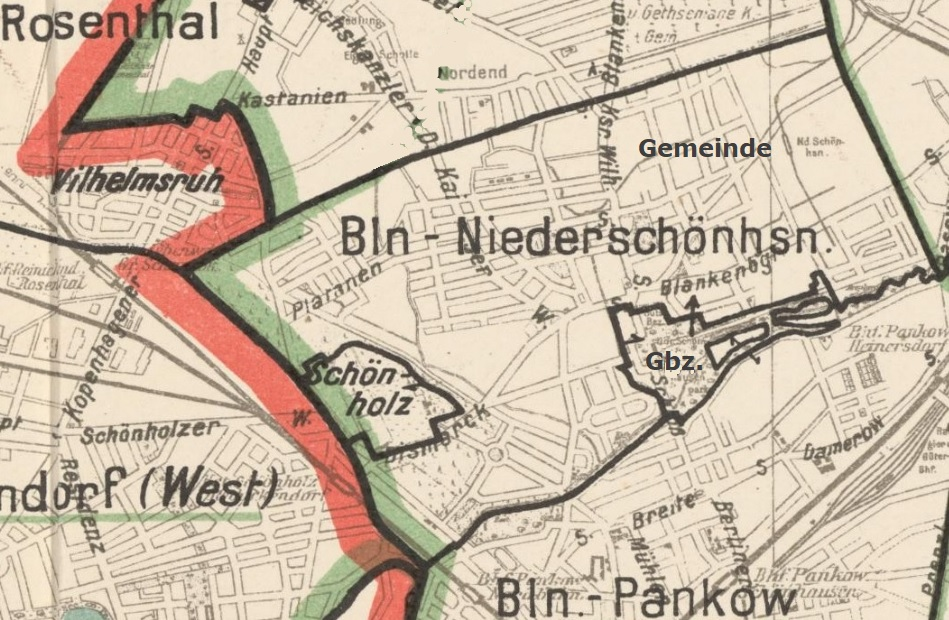
Die Gemeinde und der Gutsbezirk Niederschönhausen in den Grenzen von 1920. Schönholz gehörte zum Gutsbezirk.

### Entstehung

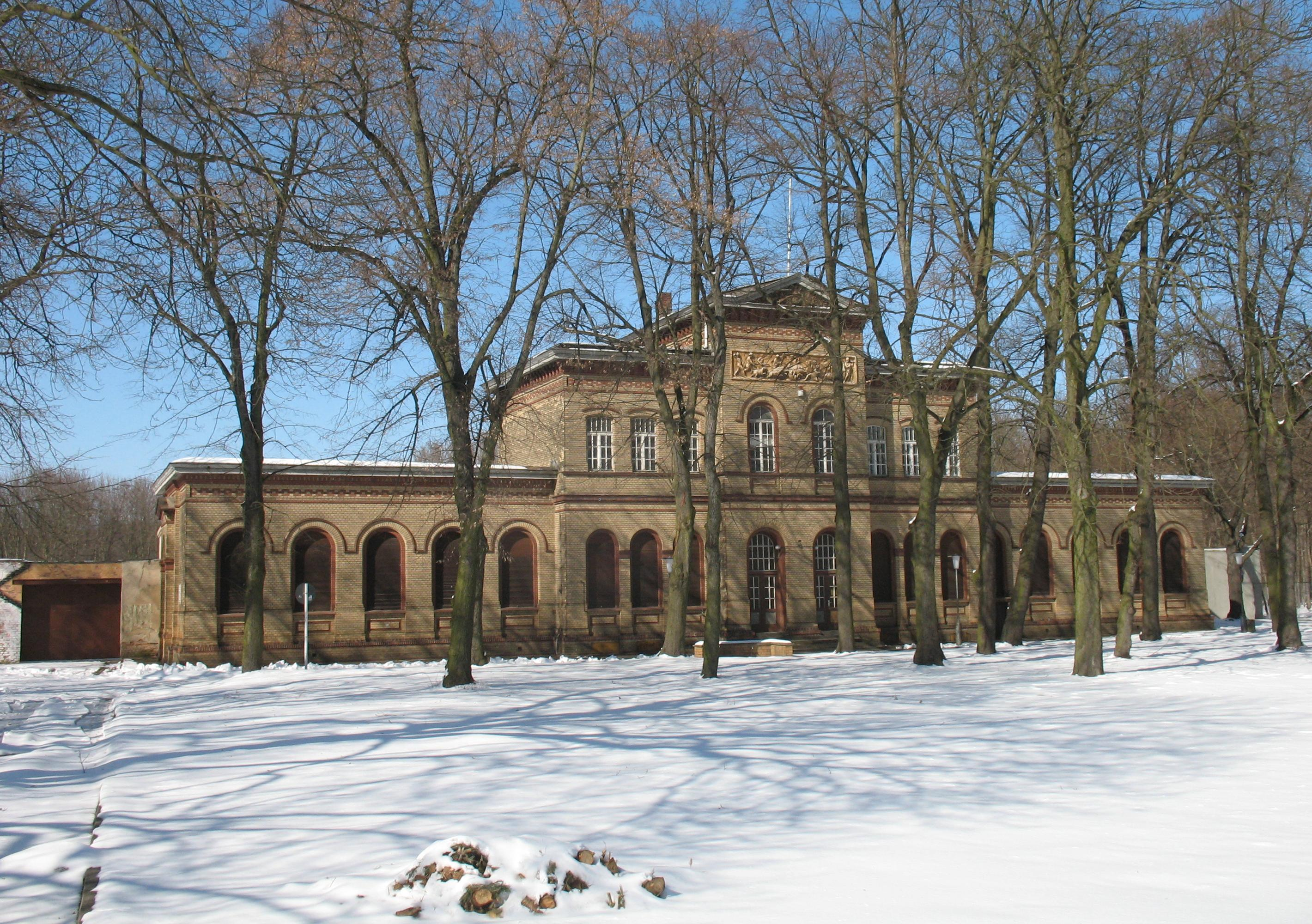
Schützenhaus

Königin Elisabeth Christine, Frau von Friedrich II., die ihren Wohnsitz im Schloss Schönhausen in Niederschönhausen hatte, kaufte 1752 an dieser Stelle Land. Es war in dieser Zeit Mode geworden, Maulbeerplantagen anzulegen. Ab 1763 wurden am Rand der Plantage Leineweber und Tuchmacher angesiedelt, die überwiegend aus Böhmen stammten. Der Straßenname „Tuchmacherweg“ erinnert heute noch hieran. Im Jahr 1791 erhielt die Kolonie den Namen „Schönholz“. Um 1840 bildete sich aus der Plantage ein kleines Gut mit Schloss und Park, die Schönholzer Heide. Am Ende des 19. Jahrhunderts war Schönholz zu einem beliebten Ausflugsort für die Berliner geworden. An diese Zeit erinnert noch das ehemalige Schützenhaus in der Hermann-Hesse-Straße, das zu dem ehemaligen Gartenrestaurant „Schloß Schönholz“ gehörte. Daneben gab es die Ausflugsgaststätte „Kastanienwäldchen“, die später zu „Thiemanns Festsälen“ umfirmierte.
Bis zur Bildung der Einheitsgemeinde Groß-Berlin im Jahr 1920 bildete Schönholz im Kreis Niederbarnim eine Exklave des Gutsbezirks Niederschönhausen. Seitdem gehört Schönholz zum Ortsteil Niederschönhausen des Bezirks Pankow. Bei der Bezirksreform von 1938 wurde ein bis dahin zum Bezirk Reinickendorf gehörender Gebietsstreifen östlich der Nordbahn mit der Waldsteg-Siedlung dem Bezirk Pankow zugeordnet und wird seitdem auch zu Schönholz gerechnet.

### DDR-Zeit

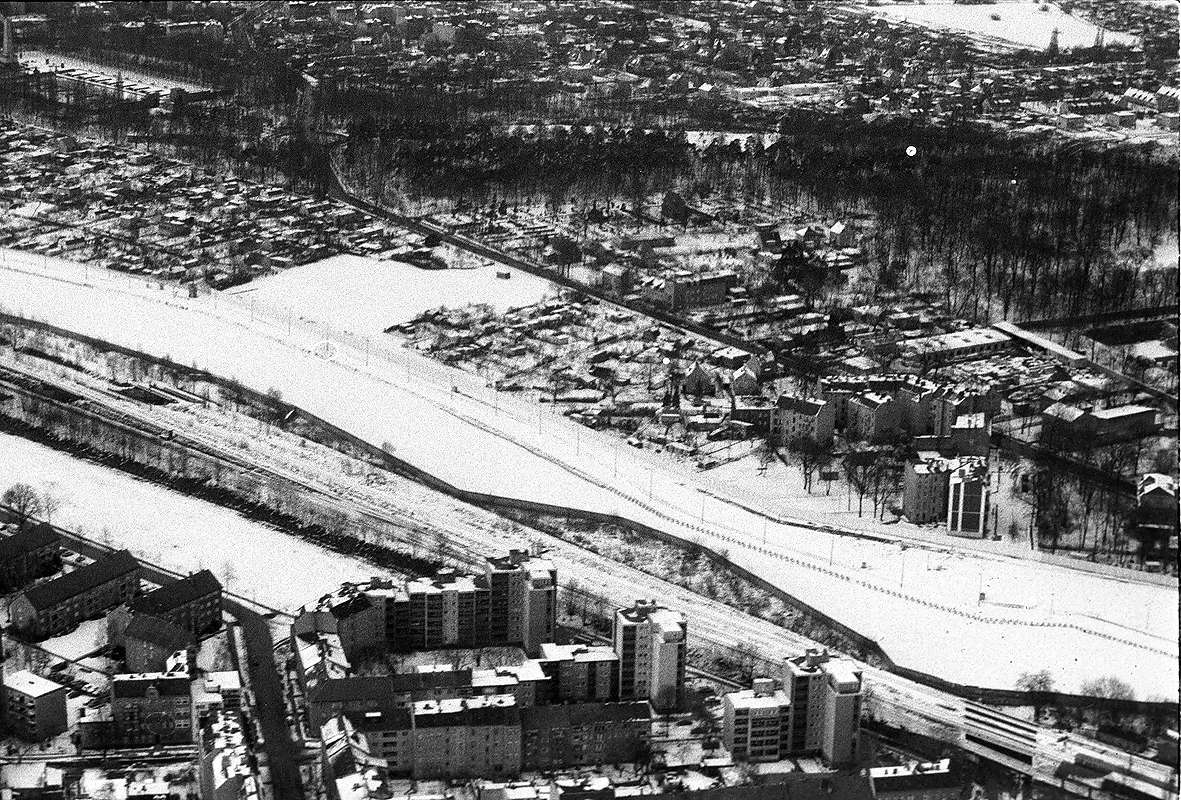
Berliner Mauer zwischen Berlin-Schönholz (oben) und Berlin-Reinickendorf (unten), 1980. Links oben das Sowjetische Ehrenmal Schönholz, rechts unten die S-Bahn-Unterführungen der durch den Mauerstreifen unterbrochenen Provinzstraße.

In der DDR war Schönholz postalisch zu unterschiedlichen Zeiten Niederschönhausen, Rosenthal und Wilhelmsruh zugeordnet. Seit der Errichtung der Berliner Mauer am 13. August 1961 war der S-Bahnhof Schönholz für DDR-Bürger nicht mehr zugänglich, da er im West-Berliner Bezirk Reinickendorf lag. Teile der Garten- und Siedlungskolonien entlang des Waldweges, aber auch Wohngrundstücke entlang der Richtung Westen verlaufenden Straßen, befanden sich im „Sperrgebiet“. Dies hatte zur Folge, dass die dort Wohnenden Besuche nur mit besonderer Genehmigung empfangen durften. Die Grundstücke auf dem Gebiet des Grenzstreifens wurden zum Zwecke des Mauerbaus enteignet. Die östlichen Teile der Provinz-, der Frühling- und der Klemkestraße wurden durch die Mauer von den jeweiligen westlichen Teilstücken abgetrennt. Eine gewisse Zeit liefen die Abwässer aber noch in Richtung Reinickendorf. Dies wurde von der DDR erst zu späteren Zeiten geändert.

### Nach der Wiedervereinigung
Auf dem ehemaligen Grenzstreifen befindet sich heute südlich der Provinzstraße die Verkehrsschule Pankow. Nördlich der Provinzstraße zwischen Provinz- und Klemkestraße und weiter bis nach Wilhelmsruh befinden sich bislang unbebaute Grünflächen.

## Historische  Einwohnerzahlen
| Jahr | Einwohner |
| ---- | --------- |
| 1858 | 114       |
| 1871 | 145       |
| 1885 | 166       |
| 1895 | 268       |
| 1905 | 350       |

## Verkehr
Am S-Bahnhof Schönholz halten neben den S-Bahn-Linien S1, S25 und S85 (Mo–Fr) auch die Buslinien 150, 327 und N52. 